# السعودية في ألعاب التضامن الإسلامي 2005
شاركت السعودية في دورة ألعاب التضامن الإسلامي 2005 باعتبارها البلد المستضيف للدورة، وذلك في الفترة من 8 أبريل إلى 20 أبريل 2005. حصد الرياضيون السعوديون خلال الدورة 60 ميدالية (19 ذهبية، 17 فضية، 24 برونزية)، حيث احتلت السعودية المرتبة الأولى في ترتيب جدول الميداليات.

## جدول الترتيب
| الترتيب | منتخب     | ذهبية | فضية | برونزية | المجموع |
| ------- | --------- | ----- | ---- | ------- | ------- |
| 1       | السعودية  | 24    | 17   | 19      | 60      |
| 2       | مصر       | 14    | 15   | 13      | 42      |
| 3       | كازاخستان | 13    | 8    | 6       | 27      |

## السباحة

### جدول الميداليات
| الحدث         | الذهبية                      | الفضية                       | البرونزية                |
| ------------- | ---------------------------- | ---------------------------- | ------------------------ |
| 50 متر صدر    | أحمد القضماني · السعودية     | يفغيني ريزكوف · كازاخستان    | أيمن خطاب · مصر          |
| 100 متر صدر   | يفغيني أولينيكوف · كازاخستان | أحمد القضماني · السعودية     | أيمن خطاب · مصر          |
| 200 متر صدر   | يفغيني ريزكوف · كازاخستان    | أيمن خطاب · مصر              | أحمد القضماني · السعودية |
| 200 متر فراشة | أحمد ندى ‏ · مصر              | يفغيني أولينيكوف · كازاخستان | محمد اليوسف · السعودية   |

## كرة السلة

### جدول الميداليات
| الحدث          | الذهبية  | الفضية  | البرونزية |
| -------------- | -------- | ------- | --------- |
| منتخبات - رجال | أذربيجان | الجزائر | إيران     |

### الدور التمهيدي
| الفريق   | لعب | فاز | خسر | له  | عليه | تعادل | النقاط |
| -------- | --- | --- | --- | --- | ---- | ----- | ------ |
| السعودية | 4   | 4   | 0   | 330 | 220  | +110  | 8      |
| أذربيجان | 4   | 3   | 1   | 294 | 197  | +97   | 7      |
| الكويت   | 4   | 2   | 2   | 350 | 298  | +52   | 6      |
| اليمن    | 4   | 1   | 3   | 251 | 273  | -22   | 5      |
| الصومال  | 4   | 0   | 4   | 146 | 383  | -237  | 4      |

| 9 أبريل |  | الصومال | 29–106 | أذربيجان |  | ملعب مدينة الأمير محمد بن عبد العزيز الرياضية، المدينة المنورة |

| 9 أبريل |  | السعودية | 72–40 | اليمن |  | ملعب مدينة الأمير محمد بن عبد العزيز الرياضية، المدينة المنورة |

| أبريل 10 |  | السعودية | 65–58 | أذربيجان |  | ملعب مدينة الأمير محمد بن عبد العزيز الرياضية، المدينة المنورة |

| أبريل 10 |  | الكويت | 104–94 | اليمن |  | ملعب مدينة الأمير محمد بن عبد العزيز الرياضية، المدينة المنورة |

| أبريل 11 |  | الكويت | 94–40 | الصومال |  | ملعب مدينة الأمير محمد بن عبد العزيز الرياضية، المدينة المنورة |

| أبريل 11 |  | أذربيجان | 56–37 | اليمن |  | ملعب مدينة الأمير محمد بن عبد العزيز الرياضية، المدينة المنورة |

| أبريل 12 |  | السعودية | 103–36 | الصومال |  | ملعب مدينة الأمير محمد بن عبد العزيز الرياضية، المدينة المنورة |

| أبريل 12 |  | أذربيجان | 74–66 | الكويت |  | ملعب مدينة الأمير محمد بن عبد العزيز الرياضية، المدينة المنورة |

| أبريل 13 |  | اليمن | 80–41 | الصومال |  | ملعب مدينة الأمير محمد بن عبد العزيز الرياضية، المدينة المنورة |

| أبريل 13 |  | الكويت | 86–90 | السعودية |  | ملعب مدينة الأمير محمد بن عبد العزيز الرياضية، المدينة المنورة |

### ربع النهائي
| الفريق   | لعب | فاز | خسر | له  | عليه | تعادل | النقاط | كاسر التعادل |
| -------- | --- | --- | --- | --- | ---- | ----- | ------ | ------------ |
| تونس     | 3   | 2   | 1   | 179 | 160  | +19   | 5      | 1-0          |
| إيران    | 3   | 2   | 1   | 180 | 163  | +17   | 5      | 0-1          |
| الأردن   | 3   | 1   | 2   | 171 | 187  | -16   | 4      | 1-0          |
| السعودية | 3   | 1   | 2   | 165 | 185  | -20   | 4      | 0-1          |

| أبريل 14 |  | إيران | 66–52 | الأردن |  | ملعب مدينة الأمير محمد بن عبد العزيز الرياضية، المدينة المنورة |

| أبريل 14 |  | السعودية | 47–65 | تونس |  | ملعب مدينة الأمير محمد بن عبد العزيز الرياضية، المدينة المنورة |

| أبريل 15 |  | تونس | 62–69 | الأردن |  | ملعب مدينة الأمير محمد بن عبد العزيز الرياضية، المدينة المنورة |

| أبريل 15 |  | السعودية | 59–70 | إيران |  | ملعب مدينة الأمير محمد بن عبد العزيز الرياضية، المدينة المنورة |

| أبريل 16 |  | تونس | 52–44 | إيران |  | ملعب مدينة الأمير محمد بن عبد العزيز الرياضية، المدينة المنورة |

| أبريل 16 |  | السعودية | 59–50 | الأردن |  | ملعب مدينة الأمير محمد بن عبد العزيز الرياضية، المدينة المنورة |

## التايكواندو

### جدول الميداليات
| الحدث              | الذهبية                    | الفضية                   | البرونزية                    |
| ------------------ | -------------------------- | ------------------------ | ---------------------------- |
| وزن الذبابة −58 kg | مجيد جعلوه · السعودية      | حدفي عبد المجيد · المغرب | ساتريو راهداني · إندونيسيا   |
| وزن الذبابة −58 kg | مجيد جعلوه · السعودية      | حدفي عبد المجيد · المغرب | بيران غيي · السنغال          |
| وزن الريشة −67 kg  | علي رضا نصر أزداني · إيران | أنس عقلان · اليمن        | سيد توفيق أبو حميد · ماليزيا |
| وزن الريشة −67 kg  | علي رضا نصر أزداني · إيران | أنس عقلان · اليمن        | هاني المطرفي · السعودية      |
| وزن المتوسط −84 kg | حامد خمسه · إيران          | علي جوهر · السعودية      | سيني ندياي مبو · السنغال     |
| وزن المتوسط −84 kg | حامد خمسه · إيران          | علي جوهر · السعودية      | سهيل حمامي · تونس            |

## رفع الأثقال

### جدول الميداليات

#### المجموع
| الحدث  | الذهبية                             | الفضية                          | البرونزية                     |
| ------ | ----------------------------------- | ------------------------------- | ----------------------------- |
| 56 كلغ | عبد اللطيف آل عبد اللطيف · السعودية | محمد عبد المنعم علي · العراق    | محمد فيصل باحرم · ماليزيا     |
| 62 كلغ | علي الديلاب · السعودية              | أوموربيك بسارباييف · تركمانستان | سالم عبد الله · العراق        |
| 69 كلغ | عبد المحسن الباقر · السعودية        | محمد هداية حاميدون · ماليزيا    | كوتمان مولدودوسوف · قرغيزستان |
| 77 كلغ | حارم طه · العراق                    | حسين آل عبد اللطيف · السعودية   | ماكسوديان ريجبو · تركمانستان  |
| 94 كلغ | محمد جاسم · العراق                  | رمزي المحروس · السعودية         | عليباي سامادوف · أذربيجان     |

#### الخطف
| الحدث  | الذهبية                         | الفضية                              | البرونزية                        |
| ------ | ------------------------------- | ----------------------------------- | -------------------------------- |
| 56 كلغ | محمد عبد المنعم علي · العراق    | عبد اللطيف آل عبد اللطيف · السعودية | محمد فيصل باحرم · ماليزيا        |
| 62 كلغ | أوموربيك بسارباييف · تركمانستان | علي الديلاب · السعودية              | تولكونبيك هودنبرجنو · تركمانستان |
| 69 كلغ | عبد المحسن الباقر · السعودية    | كوتمان مولدودوسوف · قرغيزستان       | جعفر الباقر · السعودية           |
| 77 كلغ | حارم طه · العراق                | حسين آل عبد اللطيف · السعودية       | ماكسوديان ريجبو · تركمانستان     |
| 94 كلغ | محمد جاسم · العراق              | رمزي المحروس · السعودية             | عليباي سامادوف · أذربيجان        |

#### النتر
| الحدث    | الذهبية                             | الفضية                       | البرونزية                       |
| -------- | ----------------------------------- | ---------------------------- | ------------------------------- |
| 56 كلغ   | عبد اللطيف آل عبد اللطيف · السعودية | محمد فيصل باحرم · ماليزيا    | محمد عبد المنعم علي · العراق    |
| 62 كلغ   | علي الديلاب · السعودية              | سالم عبد الله · العراق       | أوموربيك بسارباييف · تركمانستان |
| 69 كلغ   | عبد المحسن الباقر · السعودية        | محمد هداية حاميدون · ماليزيا | كوتمان مولدودوسوف · قرغيزستان   |
| 77 كلغ   | حارم طه · العراق                    | سرمد محمد · العراق           | حسين آل عبد اللطيف · السعودية   |
| 94 كلغ   | رمزي المحروس · السعودية             | محمد جاسم · العراق           | حمزة أبو غالية · ليبيا          |
| +105 كلغ | حيدر دخيل · العراق                  | نجم الرضوان · السعودية       | عمار يسر · العراق               |

## كرة الطائرة

### جدول الميداليات
| الحدث       | الذهبية         | الفضية                       | البرونزية              |
| ----------- | --------------- | ---------------------------- | ---------------------- |
| كرة الطائرة | أحمد ندى ‏ · مصر | يفغيني أولينيكوف · كازاخستان | محمد اليوسف · السعودية |

### نتائج
|  | نصف النهائي | نصف النهائي |   |          | النهائي       | النهائي |
|  |             |             |   |          |               |         |
|  | 18 أبريل    |             |   |          |               |         |
|  | إيران       | 3           |   |          |               |         |
|  | الجزائر     | 0           |   |          |               |         |
|  |             |             |   |          |               |         |
|  |             |             |   |          | 19 أبريل      |         |
|  |             |             |   |          | إيران         | 3       |
|  |             | مصر         | 2 |          |               |         |
|  |             |             |   |          |               |         |
|  |             |             |   |          |               |         |
|  |             |             |   |          | المركز الثالث |         |
|  | 18 أبريل    | 18 أبريل    |   | 19 أبريل | 19 أبريل      |         |
|  | مصر         | 3           |   | الجزائر  | 3             |         |
|  | السعودية    | 2           |   |          | السعودية      | 0       |

| التاريخ  |       | النتيجة |          | الشوط 1 | الشوط 2 | الشوط 3 | الشوط 4 | الشوط 5 | المجموع |
| -------- | ----- | ------- | -------- | ------- | ------- | ------- | ------- | ------- | ------- |
| 18 أبريل | إيران | 3–0     | الجزائر  | 25–18   | 25–21   | 25–19   |         |         |         |
| 18 أبريل | مصر   | 3–2     | السعودية | 18–25   | 25–22   | 25–18   | 21–25   | 17–15   |         |

| التاريخ  |         | النتيجة |          | الشوط 1 | الشوط 2 | الشوط 3 | الشوط 4 | الشوط 5 | المجموع |
| -------- | ------- | ------- | -------- | ------- | ------- | ------- | ------- | ------- | ------- |
| 19 أبريل | الجزائر | 3–0     | السعودية | 25–19   | 25–22   | 25–23   |         |         |         |
| 19 أبريل | إيران   | 3–2     | مصر      | 25–23   | 14–25   | 25–17   | 26–28   | 15–10   |         |

## الكاراتيه

### كوميتيه
| الحدث   | الذهبية                        | الفضية                       | البرونزية                      |
| ------- | ------------------------------ | ---------------------------- | ------------------------------ |
| −55 كلغ | بوفانسواران راماسامي · ماليزيا | رينات ساجانديكوف · كازاخستان | فيصل القنعي · السعودية         |
| −55 كلغ | بوفانسواران راماسامي · ماليزيا | رينات ساجانديكوف · كازاخستان | توفيق بخاري · المغرب           |
| −60 كلغ | حسين روحاني · إيران            | يوسف جعفروف · أذربيجان       | عمر مولود · الجزائر            |
| −60 كلغ | حسين روحاني · إيران            | يوسف جعفروف · أذربيجان       | عبد العزيز مسعود · السعودية    |
| −70 كلغ | محمد إبراهيم · مصر             | رشد حسينوف · أذربيجان        | يحيى مايدي · السعودية          |
| −70 كلغ | محمد إبراهيم · مصر             | رشد حسينوف · أذربيجان        | منصور حسنبجي · إيران           |
| −80 كلغ | سعيد فاروخي · إيران            | عدنان طارق · الجزائر         | محمد عبد الرحمان · مصر         |
| −80 كلغ | سعيد فاروخي · إيران            | عدنان طارق · الجزائر         | تركي بخاري · السعودية          |
| +80 كلغ | جابر الحماد · الكويت           | إسماعيل عسيسل · المغرب       | عبد المطلب البرقاوي · السعودية |
| +80 كلغ | جابر الحماد · الكويت           | إسماعيل عسيسل · المغرب       | سامح شاهين · مصر               |
| Open    | يوسف بشير · تركيا              | مهران بهنامفر · إيران        | عبد الله رزق الله · السعودية   |
| Open    | يوسف بشير · تركيا              | مهران بهنامفر · إيران        | عبدولاي ديوب · السنغال         |

## كرة الماء

### الميداليات
| الحدث          | الذهبية | الفضية    | البرونزية |
| -------------- | ------- | --------- | --------- |
| منتخبات - رجال | مصر     | كازاخستان | السعودية  |

### النتائج
| المرتبة | الفريق    | لعب | فاز | تعادل | خسر | أهداف له | أهداف عليه | فارق الأهداف | النقاط |
| ------- | --------- | --- | --- | ----- | --- | -------- | ---------- | ------------ | ------ |
| الأول   | مصر       | 5   | 5   | 0     | 0   |          |            |              | 10     |
| الثاني  | كازاخستان | 5   | 4   | 0     | 1   |          |            |              | 8      |
| الثالث  | السعودية  | 5   | 2   | 1     | 2   | 44       | 30         | +14          | 5      |
| 4       | إيران     | 5   | 2   | 1     | 2   | 35       | 28         | +7           | 5      |
| 5       | الكويت    | 5   | 1   | 0     | 4   |          |            |              | 2      |
| 6       | أذربيجان  | 5   | 0   | 0     | 5   |          |            |              | 0      |

## تنس الطاولة
| الحدث | الذهبية                                                            | الفضية                                                                                           | البرونزية                                                                        |
| ----- | ------------------------------------------------------------------ | ------------------------------------------------------------------------------------------------ | -------------------------------------------------------------------------------- |
| زوجي  | مصر · السيد لاشين · أحمد صالح                                      | إيران · مهران أهادي · أفشين نوروزي                                                               | إيران · محمد رضا أخلاباساند · شهرام سارباخشيان                                   |
| زوجي  | مصر · السيد لاشين · أحمد صالح                                      | إيران · مهران أهادي · أفشين نوروزي                                                               | السعودية · خالد الحربي · عبد العزيز العباد                                       |
| فرق   | مصر · السيد لاشين · عماد مصلحي · أحمد نديم · أحمد صالح · أشرف صبحي | إيران · مهران أهادي · محمد رضا أخلاباساند · ميديا لوتفولانسابي · أفشين نوروزي · شهرام سارباخشيان | الجزائر · طلحي بلال · محمد بودجاجة · عبد الحكيم جزيري · طاهر خلاف · فاتح أورحمون |
| فرق   | مصر · السيد لاشين · عماد مصلحي · أحمد نديم · أحمد صالح · أشرف صبحي | إيران · مهران أهادي · محمد رضا أخلاباساند · ميديا لوتفولانسابي · أفشين نوروزي · شهرام سارباخشيان | السعودية · عبد العزيز العباد · نايف الجعدي · خالد الحربي · منصور عالم            |

## كرة المضرب

### جدول الميداليات
| الحدث | الذهبية                                                                  | الفضية                                    | البرونزية                                                 |
| ----- | ------------------------------------------------------------------------ | ----------------------------------------- | --------------------------------------------------------- |
| Team  | باكستان · وصيف شيما · عقيل خان · نومي قمر · اعصام الحق قريشي · عصيم شفيق | الجزائر · عبد الحق حمورلين · سليمان سعودي | إندونيسيا · بريما سمباتياجي · سواندي · سونو واهيو تريجاتي |
| Team  | باكستان · وصيف شيما · عقيل خان · نومي قمر · اعصام الحق قريشي · عصيم شفيق | الجزائر · عبد الحق حمورلين · سليمان سعودي | السعودية · بدر المقيل · فهد السعد                         |

## مبارزة سيف الشيش

### جدول الميداليات
| الحدث               | الذهبية              | الفضية           | البرونزية              |
| ------------------- | -------------------- | ---------------- | ---------------------- |
| دون السيف - فرق     | مصر                  | إيران            | الكويت                 |
| دون السيف - فرق     | مصر                  | إيران            | السعودية               |
| سيف المبارزة - فردي | مجتبى عبديني · إيران | محمود سمير · مصر | محمد مال الله · الكويت |
| سيف المبارزة - فردي | مجتبى عبديني · إيران | محمود سمير · مصر | ماجد المولد · السعودية |
| سيف المبارزة - فرق  | مصر                  | إيران            | أذربيجان               |
| سيف المبارزة - فرق  | مصر                  | إيران            | السعودية               |

## كرة الهدف

### جدول الميداليات
| الحدث     | الذهبية | الفضية  | البرونزية |
| --------- | ------- | ------- | --------- |
| كرة الهدف | إيران   | الجزائر | السعودية  |

### جولة خروج المغلوب
|  | ربع النهائي | ربع النهائي | ربع النهائي |         |          | نصف النهائي | نصف النهائي | نصف النهائي   |               |               | النهائي       | النهائي | النهائي |
|  |             |             |             |         |          |             |             |               |               |               |               |         |         |
|  |             | الجزائر     | 11          |         |          |             |             |               |               |               |               |         |         |
|  |             | البحرين     | 1           |         |          |             |             |               |               |               |               |         |         |
|  |             | البحرين     | 1           |         | السعودية | 3           |             |               |               |               |               |         |         |
|  |             |             |             |         | السعودية | 3           |             |               |               |               |               |         |         |
|  |             |             | إيران       | 8       |          |             |             |               |               |               |               |         |         |
|  |             | إيران       | إيران       | 8       | 11       |             |             |               |               |               |               |         |         |
|  |             | إيران       |             |         | 11       |             |             |               |               |               |               |         |         |
|  |             | الأردن      | 1           |         |          |             |             |               |               |               |               |         |         |
|  |             |             |             |         |          |             |             |               |               |               |               | إيران   | 7       |
|  |             |             |             | الجزائر | 3        |             |             |               |               |               |               |         |         |
|  |             | العراق      | 13          |         |          |             |             |               |               |               |               |         |         |
|  |             | سوريا       | 4           |         |          |             |             |               |               |               |               |         |         |
|  |             | سوريا       | 4           |         | العراق   | 3           |             | المركز الثالث | المركز الثالث | المركز الثالث | المركز الثالث |         |         |
|  |             |             |             |         | العراق   | 3           |             | المركز الثالث | المركز الثالث | المركز الثالث | المركز الثالث |         |         |
|  |             |             | الجزائر     | 6       |          |             |             |               |               |               |               |         |         |
|  |             | السعودية    | الجزائر     | 6       | 5        |             |             | السعودية      | 1             |               |               |         |         |
|  |             | السعودية    |             |         | 5        |             |             | السعودية      | 1             |               |               |         |         |
|  |             | تركيا       | 4           |         |          |             |             |               |               |               |               | العراق  | 1       |

#### ربع النهائي
| 17 أبريل 2005 |      |         |
| الجزائر       | 11-1 | البحرين |
| 17 أبريل 2005 |      |         |
| إيران         | 11-1 | الأردن  |
| 17 أبريل 2005 |      |         |
| العراق        | 13-4 | سوريا   |
| 17 أبريل 2005 |      |         |
| السعودية      | 5-4  | تركيا   |

#### نصف النهائي
| 18 أبريل 2005 |     |         |
| السعودية      | 3-8 | إيران   |
| 18 أبريل 2005 |     |         |
| العراق        | 3-6 | الجزائر |

#### مباراة الميدالية الذهبية
| 18 أبريل 2005 |     |         |
| إيران         | 7-3 | الجزائر |

#### مباراة الميدالية البرونزية
| 18 أبريل 2005 |     |        |
| السعودية      | 1-1 | العراق |

## كرة اليد

### جدول الميداليات
| الحدث           | الذهبية | الفضية | البرونزية |
| --------------- | ------- | ------ | --------- |
| كرة اليد - رجال | الجزائر | سوريا  | السعودية  |

### مرحلة خروج المغلوب
|  | نصف النهائي | نصف النهائي |    |          | النهائي       | النهائي |
|  |             |             |    |          |               |         |
|  | 18 أبريل    |             |    |          |               |         |
|  | الجزائر     | 32          |    |          |               |         |
|  | سوريا       | 27          |    |          |               |         |
|  |             |             |    |          |               |         |
|  |             |             |    |          | 19 أبريل      |         |
|  |             |             |    |          | الجزائر       | 25      |
|  |             | السعودية    | 23 |          |               |         |
|  |             |             |    |          |               |         |
|  |             |             |    |          |               |         |
|  |             |             |    |          | المركز الثالث |         |
|  | 18 أبريل    | 18 أبريل    |    | 19 أبريل | 19 أبريل      |         |
|  | السعودية    | 24          |    | سوريا    | 28            |         |
|  | مصر         | 22          |    |          | مصر           | 32      |

## كرة القدم

### جدول الميداليات
| الحدث            | الذهبية  | الفضية | البرونزية |
| ---------------- | -------- | ------ | --------- |
| كرة القدم - رجال | السعودية | المغرب | إيران ب   |

### نتائج
|  | ربع النهائي                | ربع النهائي     |                |                  | نصف النهائي   | نصف النهائي   |  |  | النهائي        | النهائي |
|  |                            |                 |                |                  |               |               |  |  |                |         |
|  | أبريل 16 - جدة             |                 |                |                  |               |               |  |  |                |         |
|  |                            |                 |                |                  |               |               |  |  |                |         |
|  | السعودية (ب.و.إ.)          | 2               |                |                  |               |               |  |  |                |         |
|  | السعودية (ب.و.إ.)          | 2               | 18 أبريل - جدة |                  |               |               |  |  |                |         |
|  | عمان                       | 1               |                |                  |               |               |  |  |                |         |
|  | عمان                       | 1               | السعودية       | 4                |               |               |  |  |                |         |
|  | أبريل 15 - الطائف          |                 | السعودية       | 4                |               |               |  |  |                |         |
|  |                            | سوريا           | 0              |                  |               |               |  |  |                |         |
|  | ماليزيا                    | سوريا           | 0              | 1                |               |               |  |  |                |         |
|  | ماليزيا                    |                 | 20 أبريل - مكة | 1                |               |               |  |  |                |         |
|  | سوريا                      | 3               |                |                  |               |               |  |  |                |         |
|  | سوريا                      | 3               | السعودية       | 1                |               |               |  |  |                |         |
|  | أبريل 16 - جدة             |                 | السعودية       | 1                |               |               |  |  |                |         |
|  |                            | المغرب          | 0              |                  |               |               |  |  |                |         |
|  | إيران ب                    | المغرب          | 0              | 2                |               |               |  |  |                |         |
|  | إيران ب                    | 18 أبريل - جدة  |                | 2                |               |               |  |  |                |         |
|  | الجزائر                    | 0               |                |                  |               |               |  |  |                |         |
|  | الجزائر                    | 0               | إيران ب        | 1 (3)            | المركز الثالث | المركز الثالث |  |  |                |         |
|  | أبريل 15 - المدينة المنورة |                 | إيران ب        | 1 (3)            | المركز الثالث | المركز الثالث |  |  |                |         |
|  |                            | المغرب (ر.ج.ت.) | 1 (4)          |                  |               |               |  |  |                |         |
|  | مالي                       | المغرب (ر.ج.ت.) | 1 (4)          | 0                | سوريا         | 0 (3)         |  |  |                |         |
|  | مالي                       |                 |                | 0                | سوريا         | 0 (3)         |  |  |                |         |
|  | المغرب                     | 1               |                | إيران ب (ر.ج.ت.) | 0 (5)         |               |  |  |                |         |
|  | المغرب                     | 1               |                |                  | 0 (5)         |               |  |  |                |         |
|  |                            |                 |                |                  |               |               |  |  | 20 أبريل - مكة |         |
|  |                            |                 |                |                  |               |               |  |  |                |         |

## ألعاب القوى

### جدول الميداليات
| الحدث              | الذهبية                        | الذهبية   | الفضية                      | الفضية    | البرونزية                        | البرونزية |
| ------------------ | ------------------------------ | --------- | --------------------------- | --------- | -------------------------------- | --------- |
| 100 متر            | سالم اليامي · السعودية         | 10.21     | إدريسا سانو · بوركينا فاسو  | 10.27     | جمال الصفار · السعودية           | 10.36     |
| 200 متر            | حامد البيشي · السعودية         | 20.72     | يوسف باتانجدون · الكاميرون  | 20.73     | عمر لوم · السنغال                | 21.10     |
| 400 متر            | نجم الدين علي أبوبكر · السودان | 44.93     | حمدان البيشي · السعودية     | 45.57     | عبد اللطيف الغزاوي · المغرب      | 46.57     |
| 800 متر            | أمين لعلو · المغرب             | 1:45.96   | محمد الصالحي · السعودية     | 1:46.19   | إسماعيل أحمد إسماعيل · السودان   | 1:47.20   |
| 10000 متر          | خالد العامري · المغرب          | 28:40.33  | مخلد العتيبي · السعودية     | 28:41.81  | بونيفاس تورويتيش كيبروب · أوغندا | 28:46.27  |
| 110 متر حواجز      | مبارك عطا مبارك · السعودية     | 13.70     | تود ماثيوز جودة · السودان   | 13.79     | روح الله عسكري · إيران           | 13.92     |
| 400 متر حواجز      | إبراهيم آل حمايدي · السعودية   | 49.55     | هادي صوعان · السعودية       | 50.78     | حماديعبد الرحمن ‏ · الجزائر       | 50.91     |
| 100 متر تتابع      | السعودية                       | 39.80     | عمان                        | 40.13     | ساحل العاج                       | 40.87     |
| سباق 400 متر تتابع | السعودية                       | 3:04.35   | السودان                     | 3:08.81   | المغرب                           | 3:09.13   |
| قفز عالي           | عمر موسى المسرحي · السعودية    | 2.20 متر  | احمد فاروق عبد الظاهر · مصر | 2.17 متر  | بوبكار سيري · بوركينا فاسو       | 2.14 متر  |
| قفز طويل           | محمد الخويلدي · السعودية       | 8.44 متر  | عصام نيما · الجزائر         | 8.11 متر  | نديس كابا بادجي · السنغال        | 8.02 متر  |
| دفع الثقل          | سلطان الحبشي · السعودية        | 18.97 متر | أمين نيكفار · إيران         | 18.73 متر | مهدي شاهروخي · إيران             | 18.27 متر |
| رمي القرص          | عمر أحمد الغزالي · مصر         | 59.89 متر | سلطان الداودي · السعودية    | 59.00 متر | إحسان حدادي · إيران              | 58.66 متر |

## الفروسية

### جدول الميداليات
| حدث         | الذهبية                                                                                    | الفضية                                                                                  | البرونزية                                 |
| ----------- | ------------------------------------------------------------------------------------------ | --------------------------------------------------------------------------------------- | ----------------------------------------- |
| السرعة فردي | خالد العيد · السعودية                                                                      | كمال باحمدان · السعودية                                                                 | مفتاح الزهيري · الإمارات العربية المتحدة  |
| فردي        | فيصل الشعلان · السعودية                                                                    | محمد الكميتي · الإمارات العربية المتحدة                                                 | عادل خميس سعيد · الإمارات العربية المتحدة |
| فرق         | السعودية · رمزي الدهامي · خالد العيد · عبد الله بن متعب بن عبد الله آل سعود · كمال باحمدان | الإمارات العربية المتحدة · محمد الكميتي · عبد الله المهيري · محمد العويس · محمد السويدي | مصر                                       |
| All-around  | فيصل الشعلان · السعودية                                                                    | خالد العيد · السعودية                                                                   | محمد الكميتي · الإمارات العربية المتحدة   |